# Quint Lol·li Urbic
Quint Lol·li Urbic va ser un militar i polític romà del segle ii, governador de Britànnia entre el 138 i el 144.

## Biografia
Urbic era originari de Castellum Tidditanorum (Tiddis), Numídia, en l'actual territori d'Algèria, fill d'un terratinent amazic. Ciutadà romà, de la tribu Quirina, la seva carrera política va començar com a tribú militar amb la Legió XXII a Mogoncíacum (actual Magúncia). Més tard va entrar a formar part del Senat com a llegat del procònsol d'Àsia. Era vist amb bons ulls per l'emperador Hadrià i va liderar la Legió XX a Viena. Va destacar en la campanya contra la Revolta de Bar Kokhebà a Judea i va ser nomenat més tard governador de la Germània Inferior.

### Governador a Britànnia

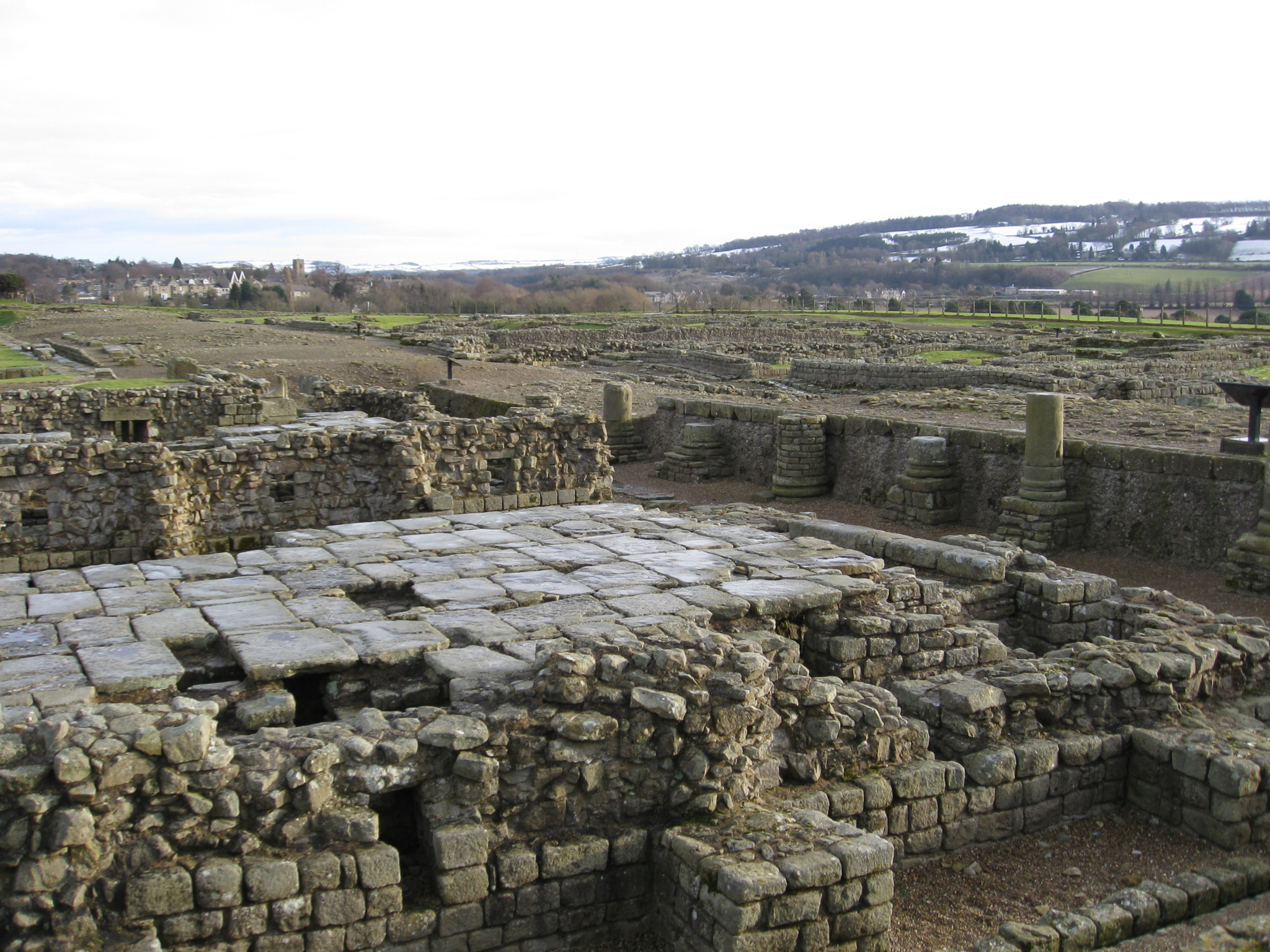
Fortificació de Coria

El juliol de l'any 138 Antoní Pius es va convertir en el nou emperador i va enviar Lol·li Urbic a Britànnia, amb instruccions de deixar de costat la política de contenció del seu predecessor.
Entre 139 i el 140 va reconstruir el fort de Coria (Corbridge). Coria era el nom de la tribu local, part de la confederació dels brigants. El fort romà, només a 4 km del Mur d'Hadrià, va rebre el nom de Corstopitum o Corie Lopocarium i des d'aquest punt i al capdavant de la Legió II Augusta i forces auxiliars, va iniciar diverses campanyes per assegurar el control sobre els brigants del costat sud del mur i sobre les tribus del nord, en les terres baixes d'Escòcia, com els Selgoves, Novantes, Votadins i Damnonis. Aquestes quatre tribus formarien més tard una virtual aliança contra l'opressió romana, que es coneixeria com a Maeatae.
Donat que algunes monedes del 142 celebren la victòria romana a Britànnia, és probable que per aquelles dates Lollius ja hagués recuperat el territori. A partir del 143 va iniciar la construcció del Mur d'Antoní i la reforma de diverses fortificacions, com les de Newstead, Risingham i High Rochester.
Després del seu període com a governador, Ubicus va tornar per ocupar el prestigiós càrrec de praefectus urbi (Prefecte de Roma), probablement l'any 146. Es creu que fou precisament ell el prefecte que va morir el 160.
Una dedicatòria trobada a la seva ciutat natal resumeix la seva destacada carrera, especialment notable donat els seus orígens:
| « | Per Quint Lol·li Urbic, cònsol, llegat de la província imperial de Germània Inferior, sacerdot dels fetials, llegat de l'emperador Hadrià en l'expedició a Judea, on rebé la "Llança de Plata i Or de la Corona", llegat de la Legió X Gèmina, Pretor com candidat del Cèsar, Tribú de la plebs com candidat del Cèsar, procònsol d'Àsia, Qüestor Urbà, Tribú Militar en la Legió XXII Primigènia, membre de la junta de tres homes responsables de les carreteres (de Roma), Patró (de Roma) | » |